# Урочище Агыныкатты
Урочище Агыныкатты — ущелье в Казахстане. Меняя русло, река Агыныкаты промыла ущелье в горном массиве. Дно реки не полностью наполнено водой. На участках, где раньше текла река, пересохшее дно часто занимает выросший на этом месте лес.

## Местоположение
На территории урочища находятся: город Сарканд, сёла Екиаша, Тополёвка — кордон Жаланаш. Территория, относящаяся к природному Жонгар-Алатаускому национальному парку, охраняется егерями кордона Жаланаш.

## Описание
Из ущелье Аганыкатты есть выходы к озеру Жасылколь, которое является частью природного парка. В районе поселка Тополёвка, расположены скальные плиты. Одна из таких плит спускается в небольшую реку. Часть берега реки занимает лес, берущий начало на высоте 1200 м над уровнем моря.
Здесь растет пихта, ель, осина, берёза и тополь. В некоторых местах, можно увидеть знаменитую яблоню Сиверса, которая является прародительницей всех культурных сортов яблонь. Лесистые хребты в данной местности именуют гривами (Никонова грива, Ванькова грива и т. п.) .
Река Агыныкаты является самым крупным притоком реки Лепсы. Вдоль неё располагаются пасеки бивачные поляны. Местные жители собирают рога маралов из которых производится лекарство пантокрин, а также полезные растения — золотой корень и другие ценные лекарственные травы.

## Туризм
По территории урочища, включая реку Агыныкаты и населённые пункты, проходит несколько туристических маршрутов.